# Vízisikló

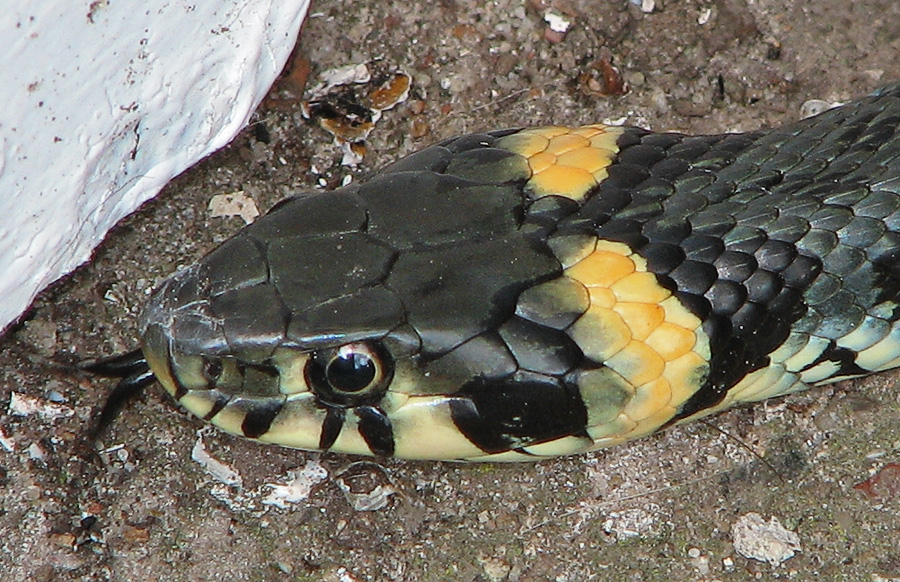
A vízisikló legjellegzetesebb ismertetőjegye a két félhold alakú, többnyire sárga folt a tarkóján

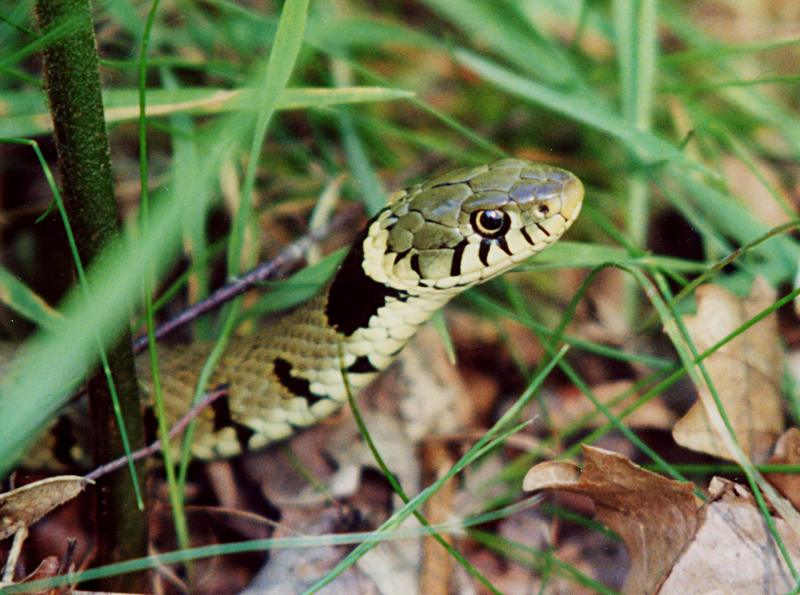
Zöld alapszínű vízisikló

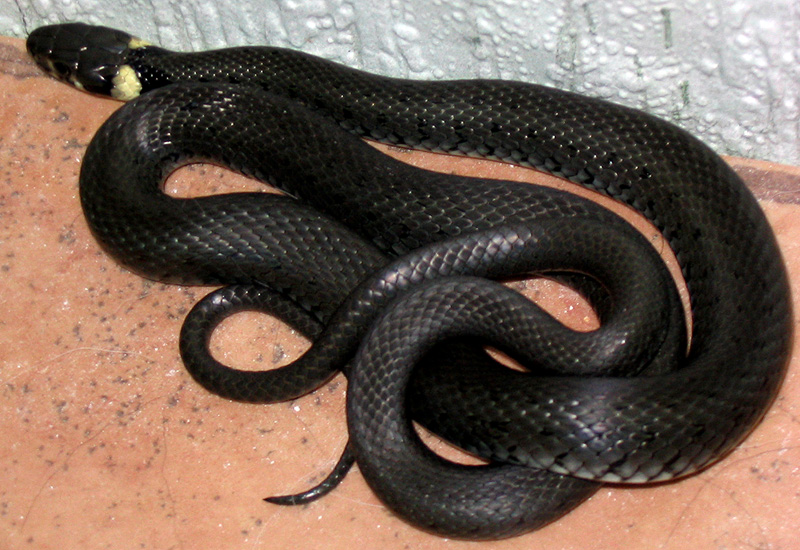
Melanisztikus példány

A vízisikló (Natrix natrix) egy közismert és elterjedt eurázsiai, nevével ellentétben nem szorosan a vízhez kötődő kígyófaj.

## Előfordulása
A vízisikló nagy területen, az Atlanti-óceántól a Bajkál-tóig megtalálható északon egészen a 67° északi szélességi körig. Európában Nagy-Britannia és Skandinávia északi részéről, valamint egész Írországból hiányzik. Számos endemikus alfaja található meg különféle szigeteken, így Korzikán és Cipruson.
Elsősorban lassabb folyóvizek, tavak, holtágak, mocsarak mellett él, de kavicsbányákban, lápokban és víztől távolabb is előfordul sík-, domb- és alacsonyabb hegyvidéken egyaránt.

## Megjelenése
A faj testfelépítése erőteljes, a nőstények rendszerint nagyobbak a hímeknél: ez utóbbiak testhossza ritkán éri el az 1 métert, míg a nőstények gyakran 120 centiméteresek, sőt háborítatlan vidéken akár 1,5 méteres testhosszt is elérhetik.
A vízisikló színezete változatos: ormós pikkelyű háta zöldes- vagy kékesszürke (gyakoriak a fekete melanisztikus példányok), a sötétszürkés haspajzsok széle csontfehér. A háton páros fekete pontsor fut végig. Egyik legjobb azonosítójele a tarkó két oldalán látható, nőstényeknél halványabb, hímeknél erőteljesebb színű, félhold alakú, sárga, fehér vagy ritkábban vörös folt, amely azonban számos egyedről hiányozhat.

## Életmódja
A faj ügyesen közlekedik kígyózó mozgásával mind a vízben, mind a szárazföldön. Hüllő lévén elsősorban nappal aktív, ilyenkor vadászik. Táplálékát kisebb termetű gerincesek képezik, elsősorban különféle halak és kétéltűek, kiváltképpen békák. Rajtaütésszerűen elkapott áldozatát elevenen fogyasztja el. Mérget nem termel, bár ha megriasztják, kobraállást vehet fel, és fenyegetően sziszeghet. Ilyenkor bűzös váladékkal spricceli le a támadót, amelyet a kloákájába ürülő mirigy termel. A veszélyhelyzetekből általában igyekszik elmenekülni, vagy végső esetben holtnak tetteti magát (hátára fekszik, száját kitátja, és nyelvét kilógatja).
Késő ősszel, ahogy egyre hűvösebb lesz, a vízisiklók száraz és meleg téli rejtekhelyet keresnek, ahonnan csak márciusban merészkednek elő.

## Szaporodása
A kifejlett siklók tavasz végén-nyár elején párzanak, de a nőstény csak július-augusztusban rakja le kb. 15–30, végüknél füzérré összeragadt tojását. Erre a célra előszeretettel választ komposzthalmokat, rothadó növénykupacokat, olykor más nőstényekkel közösen. Az októberben kikelő kicsinyek legfeljebb 15 centiméter hosszúak, de méretüktől eltekintve úgy néznek ki, mint a felnőttek.

## Védettsége
Az emberek oktalan félelmükben gyakran végeznek vele, illetve a vizek szennyezése és a vizes élőhelyek pusztulása csökkenti a faj állományát. Természetes ellenségei is akadnak szép számmal: tojásait patkányok és kutyák, a kis siklókat halak és békák, a kifejlett egyedeket gázlómadarak, sünök fogyasztják előszeretettel.
Ennek ellenére a Természetvédelmi Világszövetség értékelése szerint a nagy területen elterjedt, emberi környezethez alkalmazkodni képes vízisikló nem szorul védelemre. Magyarországon, mint minden hazai kétéltű és hüllő, a vízisikló is védett, természetvédelmi értékét 25 000 forintban szabták meg.